# Овинген
Овинген (нем. Owingen) — община в Германии, в земле Баден-Вюртемберг. 
Подчиняется административному округу Тюбинген. Входит в состав района Боденское озеро.  Население составляет 4226 человек (на 31 декабря 2010 года). Занимает площадь 36,73 км².
Коммуна подразделяется на 4 сельских округа.